# Видова пећина
Видова пећина је сува пећина на северном одсеку планине Таре и у оквиру НП Тара. Пећина се налази изнад Перућца, на 490 м.н.в. и укупне дужине од 25 m.
Формирана је у карбонатним седиментима — банковитим микроспаритима. Отвор је висине 8m, ширине 10m, оријентисан према североистоку. од отвора према унутрашњости хоризонтални канал се смањује, тако да је на седмом метру висина 3m, а ширина 1m, У наставку се долази до дворанице ширине 3m и дужине 4m. Одатле се вертикално рачвају два канала, дужине по 8m. Пећина је без накита, са комадима кречњака обурваних са таванице. У подножју пећине, благо североисточно, налази се Перућачко врело, које је у ранијој фази највероватније истицало из пећине. Окружење пећине је обрасло густим шумским покривачем.